# Potash (Luisiana)

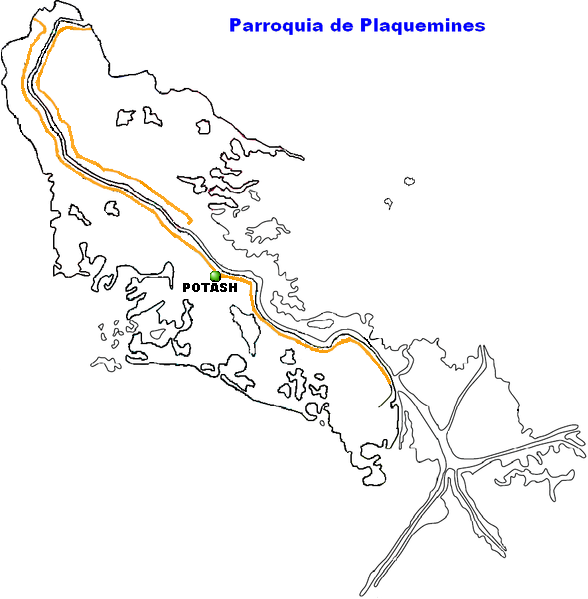
Localización de Potash en el mapa de la Parroquia de Plaquemines.

Potash es una pequeña subzona de la localidad de Port Sulphur, Luisiana, Estados Unidos.

## Geografía
Se localiza en las coordenadas 29°29′34″N 89°42′20″O / 29.49278, -89.70556. Esta comunidad posee solo un metro de elevación sobre el nivel del mar, lo que la convierte en una zona proclive a las inundaciones. Está ubicada a unos 64 kilómetros de Nueva Orleans, la principal ciudad de todo el estado, y a 547 kilómetros del aeropuerto internacional más cercano, el (IAH) Houston George Bush Intercontinental Airport.